# 上毛電気鉄道230型電車
- 西武351系電車 > 上毛電気鉄道230型電車
- 西武クハ1411形電車 > 上毛電気鉄道230型電車

上毛電気鉄道230型電車（じょうもうでんきてつどう230がたでんしゃ）はかつて上毛電気鉄道で使用されていた通勤形電車で、西武鉄道から譲受した車両である。
機関車代用として使用されていたデハ100型を除く在来車両の代替目的で導入された。

## 概要
多形式に及ぶ旧型車を淘汰し車種を統一する目的で、1977年から1980年に西武鉄道からクモハ351形とクハ1411形を8両ずつ譲り受け、デハ230型-クハ30型としたもので、デハ231-クハ31 - デハ238-クハ38の8本16両が入線した。
入線に際しては、ATS・列車無線の撤去と客用ドア付近に開閉スイッチを増設した以外は塗装も変更されず、西武鉄道時代と変わらぬ塗色で運用された。
種車形式の相違から、デハ230型が全長17m・前面湘南形2枚窓であるのに対しクハ30型は全長20m・前面3枚窓となっており、客用扉が片開き3扉である点以外は編成中のバランスを欠いた状態で、特にクハ30型は元々の種車の個体間相違に加え、貫通扉埋め込み工事の施工有無により一両ごとに前面形状に違いがあった。
老朽化のため1990年までに全車が300型に置き換えられ廃車された。廃車後、方向幕はデハ100型に流用された。
| 西武での車両番号   | 上毛での入籍年月日 | 上毛での車両番号 | 上毛での廃車年月日 |
| ------------------ | ------------------ | ---------------- | ------------------ |
| クモハ358-クハ1439 | 1977年6月29日      | デハ231-クハ31   | 1989年7月19日      |
| クモハ359-クハ1438 | 1979年3月6日       | デハ232-クハ32   | 1989年6月19日      |
| クモハ360-クハ1447 | 1979年4月17日      | デハ233-クハ33   | 1990年3月17日      |
| クモハ367-クハ1428 | 1978年5月26日      | デハ234-クハ34   | 1989年12月23日     |
| クモハ370-クハ1429 | 1979年7月10日      | デハ235-クハ35   | 1989年6月22日      |
| クモハ357-クハ1448 | 1979年3月6日       | デハ236-クハ36   | 1989年12月12日     |
| クモハ364-クハ1423 | 1980年2月7日       | デハ237-クハ37   | 1989年9月20日      |
| クモハ368-クハ1427 | 1980年9月12日      | デハ238-クハ38   | 1990年8月30日      |